# Get It Started
Get It Started è il primo singolo estratto dall'album Global Warming di Pitbull, con la speciale collaborazione della cantante colombiana Shakira (con la quale aveva collaborato l'anno prima nel singolo della cantante Rabiosa). È prodotto da RedOne ed Afrojack. Il singolo, reso noto il 24 di giugno 2012, è di genere Rap/Hip-Hop/Disco. Il singolo sarà distribuito il 25 giugno 2012.

## Descrizione
La canzone è stata composta da Pitbull e Shakira, con la collaborazione di RedOne e del DJ Afrojack. Il pezzo è stato registrato dai due artisti separatamente, infatti Shakira ha registrato il pezzo nello studio "Estopa" di Barcellona e Pitbull nel suo studio di registrazione in Repubblica Dominicana.

## Video musicale
Il video musicale è stato registrato da Shakira il 22 giugno 2012 a Barcellona. Nel video Shakira indossa un elegante vestito oro e canta su un tempio. La registrazione del video da parte di Pitbull è avvenuta il 6 luglio 2012 a Madrid e, nel video, il cantante flirta con una ragazza. Nella parte finale del brano vengono mostrate sequenze di alcuni concerti di Pitbull. Il videoclip è stato pubblicato sul canale YouTube PitbullVEVO il 2 agosto 2012 alle 15:00.

## Formazione
- Shakira – produzione, composizione, voce
- Armando C. Perez – voce, composizione
- RedOne - produzione
- Afrojack - produzione